# 1949 dans les chemins de fer
Chronologie des chemins de fer
1948 dans les chemins de fer - 1949 - 1950 dans les chemins de fer

## Évènements

### Janvier
- 1er janvier, France : création de la Régie autonome des transports parisiens (RATP).

### Avril
- 22 avril, dernier train sur ligne à voie métrique entre Vichy et Lavoine, en Montagne bourbonnaise dans l'Allier qui commence à être démontée dès le lendemain.

### Mai
- Pierre Tissier remplace Marcel Flouret à la présidence de la SNCF, poussé à la démission par le ministre des Transports Christian Pineau, qui lui reproche une électrification excessive du réseau.

### Juin
- 18 juin, France : la station Grenelle de la ligne 6 du métro de Paris est renommée Bir-Hakeim - Grenelle.